# 쉬헐크

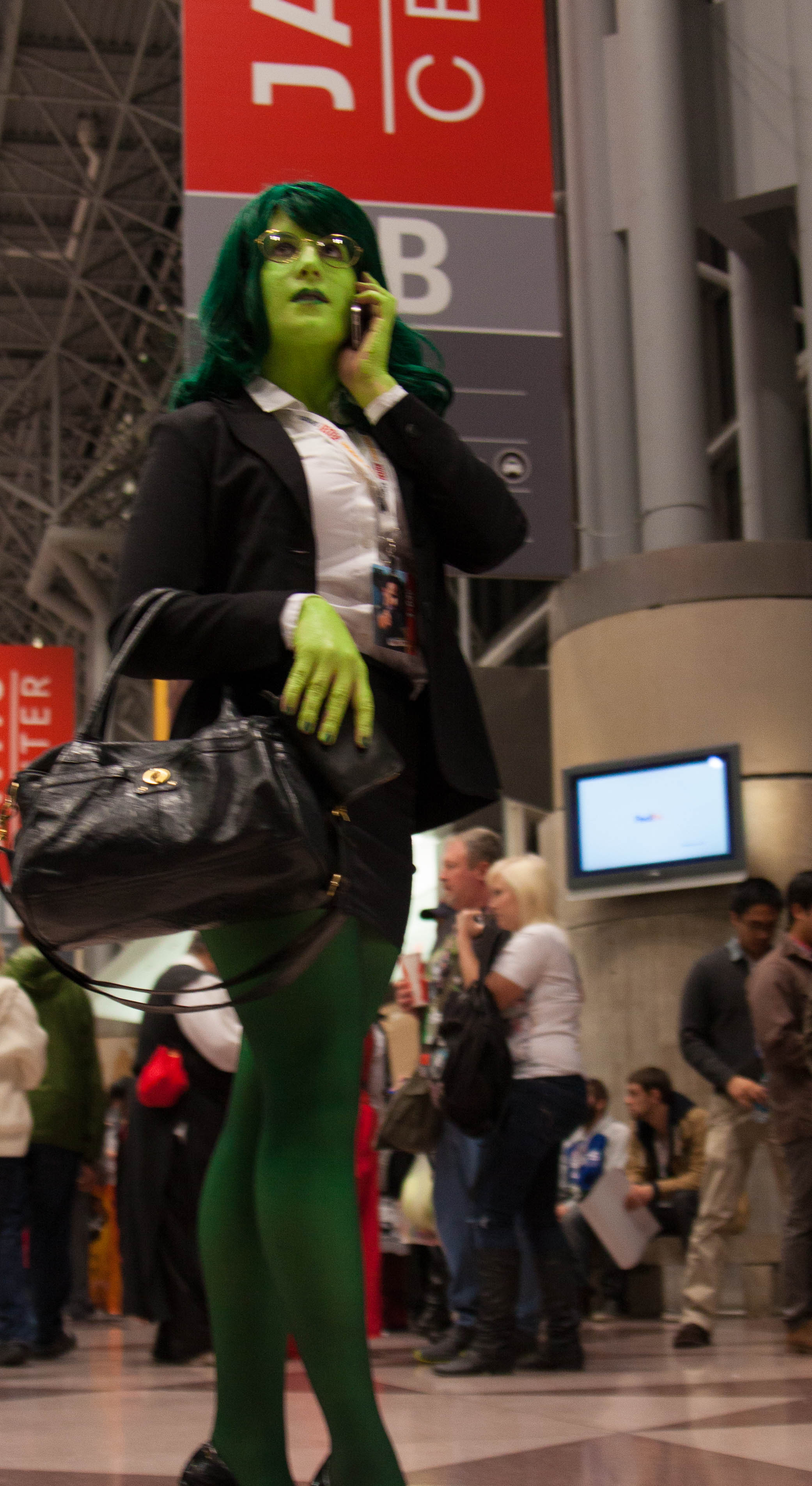

쉬헐크(영어: She-Hulk), 본명 제니퍼 월터스(Jennifer Walters)는 마블 코믹스의 슈퍼히어로 캐릭터이다. 이름처럼 여성판 헐크를 표방하고 나온 캐릭터이다. 원조 헐크인 브루스 배너의 사촌이며 저격당했을 때 브루스에게 수혈받고 헐크의 힘을 가지게 되었다. 본 직업은 변호사다. 1980년 2월 《새비지 쉬헐크》 1호에 처음 등장했고, 스탠 리와 존 부셰마가 공동 창작하였다.
쉬헐크의 탄생은 실사영상화와 관련이 있다. 70년대 TV 드라마 《두 얼굴의 사나이》가 크게 흥행하며 헐크가 유명해졌는데, 비슷한 시기 여성 초인물인 《소머즈》 TV 시리즈가 방영되면서 마블 코믹스는 《두 얼굴의 사나이》에서 여성판 오리지널 헐크를 등장시킬지도 모른다는 생각을 했다. 만약 그렇게 된다면 그 여성판 헐크 캐릭터의 권리를 마블 측에서 갖지 못하게 되므로 판권료도 챙길 수 없게 되기 때문이다. 그래서 스탠 리와 존 부셰마가 《새비지 쉬헐크》로 여성판 헐크를 만들게 되었다. 아이러니하게도 《두 얼굴의 사나이》 시리즈는 쉬헐크를 등장시키지 못하고 종영했고, 쉬헐크는 오랫동안 영상화되지 못하고 있었다. 2022년 8월 18일 디즈니+ 드라마《변호사 쉬헐크》에서 처음으로 영상화 되었다.

## 담당 배우
- 변호사 쉬헐크(2022) - 타티아나 마슬라니

## 담당 성우

### TV 애니메이션
- 인크레더블 헐크(1982) - 빅토리아 캐럴
- 인크레더블 헐크(1996) - 리사 제인(시즌1), 크리 서머(시즌2)
- 판타스틱 포: 세계 최고의 영웅들(2006) - 리베카 쇼이킷
- 슈퍼 히어로 스쿼드 쇼(2009) - 케이티 새코프
- 헐크와 스매쉬 요원들(2013) - 일라이자 두슈쿠
  - 얼티밋 스파이더맨: 웹 워리어즈(2014) - 일라이자 두슈쿠

### 비디오 게임
- 마블 얼티밋 얼라이언스 2(2009) - 얼리샤 코폴라
- 마블 슈퍼 히어로 스쿼드: 인피니티 건틀렛(2010) - 그레이 딜라일
- 마블 히어로즈(2013) - 메리 페이버
- 레고 마블 슈퍼 히어로즈(2013) - 타라 스트롱
- 레고 마블 어벤저스(2016) - 미스티 리